# Sedef Kabaş

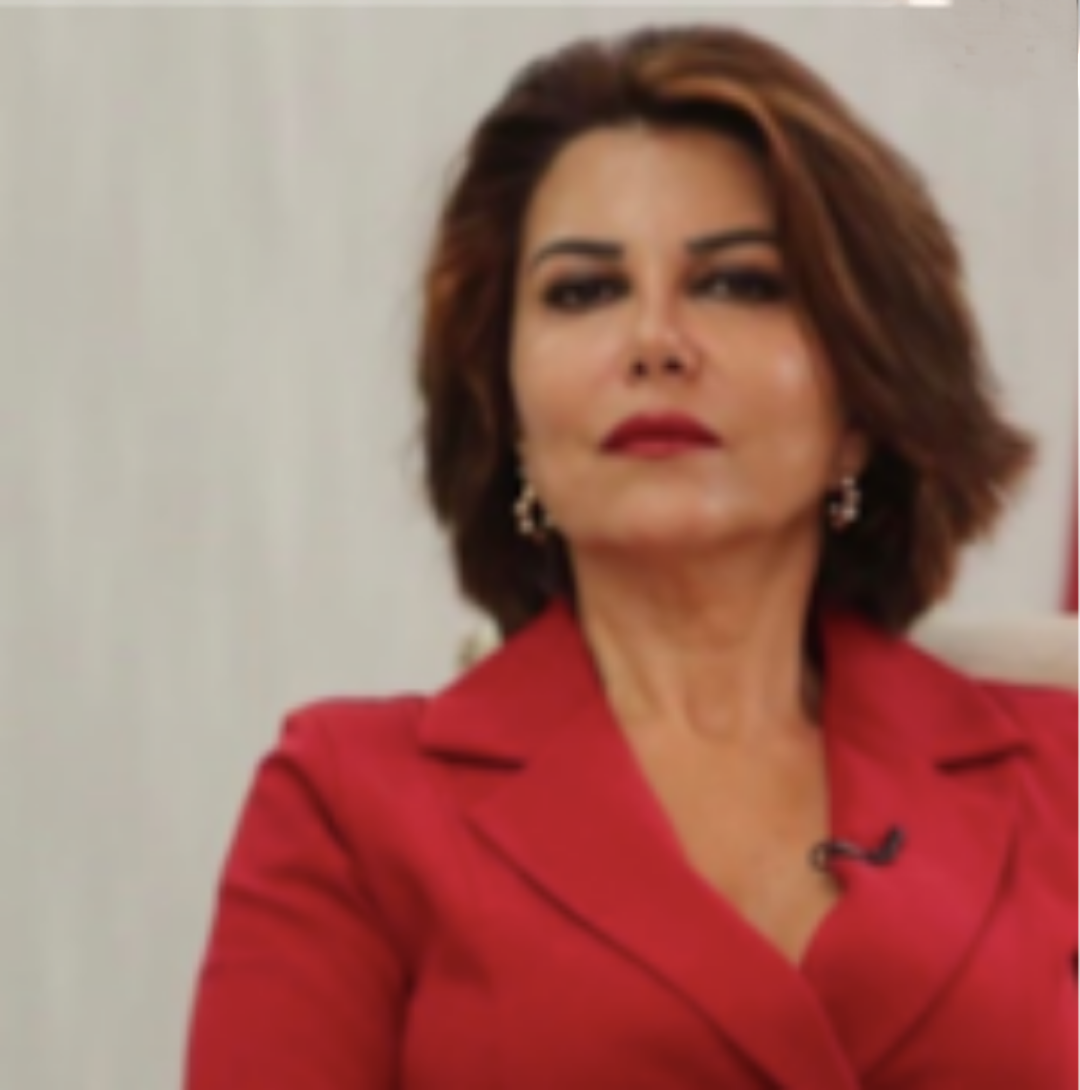
Sedef Kabaş (2022)

Sedef Kabaş (* 8. Dezember 1968 in London) ist eine türkische Journalistin, Nachrichtensprecherin und Publizistin.

## Leben
Kabaş’ Vater war Juwelier. Sie studierte an der Boğaziçi-Universität in Istanbul und machte anschließend den Master an der Boston University. An der Marmara-Universität promovierte sie im Jahr 1995 zum Themenbereich Interview-Techniken und Reportagen.
Sie gehörte zum ersten Journalistenteam des Radiosenders POWER FM. Später war sie die erste türkische Journalistin, die bei CNN International arbeitete. Sie erhielt 1998 den CNN World Report/Best Economy News award für einen Beitrag über Döner in Deutschland. Später kehrte sie in die Türkei zurück und arbeitete für verschiedene Sender. Sie moderierte die Sendung „Portreler“ bei NTV (Türkei), die Sendung „Dönence“ bei ATV, die Sendung „Sesli Düşünenler“ bei TV8, „Haber Ötesi“ bei Sky Türk und beim staatlichen Sender TRT2 präsentierte sie Medya Medya.
Im Dezember 2014 wurde sie wegen eines Tweets in Gewahrsam genommen, verhört und später vor Gericht gestellt. Der Tweet besagte, dass man den Richter, der das Verfahren wegen des Korruptionsskandals in der Türkei 2013 einstellte, niemals vergessen dürfe. Das Verfahren endete im Oktober 2015 mit einem Freispruch.
Weil sie auf Twitter ein tscherkessisches Sprichwort zitierte, das sich auf Recep Tayyip Erdoğan beziehen ließe, wurde Kabaş im Januar 2022 in Istanbul festgenommen und der Präsidentenbeleidigung beschuldigt. Das Sprichwort lautete: „Geht ein Ochse in einen Palast, wird er nicht zum König, sondern der Palast zum Stall.“
Kabaş ist seit 2010 verheiratet und hat ein Kind.

## Werke
Kabaş schrieb folgende Bücher:
- „Sesli Düşünenler“
- „Zamanı Dize Getirenler“
- „41 Kadın 41 Öykü – İpek Dokulu Başarılar“
- „Soru Sorma Sanatı“
- „60 Kadın 60 Öykü“
- „Hayatını Seçen Kadın“[6]